# Курка (мінісеріал)
Курка (рос. Курица) — російськомовний музичний мінісеріал 2017 року знятий в Україні. Прем'єра серіалу відбулась 19 лютого 2018 року на ТРК «Україна».

## Опис
Овдовілий пенсіонер Микола Панченко (Сергій Калантай) продає квартиру у столиці та їде в провінцію, де купує двоповерховий маєток, щоб здійснити свою творчу мрію — присвятити себе музиці. Проте, за умовами купівлі, він не може виселити людину, яка орендує верхній поверх будинку. Цим квартирантом є молодий рок-музикант Коля Панченко (Максим Бусел). 
Різниця в музичних смаках і домашні невдачі поступово перетворюють тезків у заклятих ворогів. І тут до старшого Панченка приїжджає погостювати його красуня-донька Надія (Дарія Плахтій). Молодший Панченко закохується в дівчину, не підозрюючи, хто її батько.

## У ролях
| Актор                  | Роль                                                           |
| ---------------------- | -------------------------------------------------------------- |
| Дарія Плахтій          | Надія Панченко. Головна роль                                   |
| Сергій Калантай        | Микола Семенович Панченко, батько Наді, флейтист. Головна роль |
| Максим Бусел           | Коля Панченко, квартирант Миколи, музикант. Головна роль       |
| Олена Бондарєва-Рєпіна | Марія Іванівна                                                 |
| Олександр Валюк        | Льоня, приятель Колі                                           |
| Борис Барський         | Петрович, електрик                                             |
| Інга Нагорна           | Яна Данилова, психотерапевт                                    |
| Олег Примогенов        | Михайло Данилов, батько Яни                                    |
| Олексій Вертинський    | Олег Георгійович Баградзе, продюсер                            |
| Михайло Аугуст         | Сергій Павлович, директор радіостанції                         |
| Сергій Улашев          | ріелтор                                                        |
| Анастасія Цимбалару    | Марина, клавішниця                                             |
| Борис Таршис           | Василь, гітарист                                               |
| Костянтин Кім          | Андрій, барабанщик                                             |
| Олександр Шварцбург    | бригадир                                                       |
| Андрій Печенізький     | патрульний                                                     |
| Максим Нікітін         | дільничний                                                     |
| Кирило Мишкін          | вантажник                                                      |
| Карина Бушенова        | епізодична роль                                                |
| Христина Висовень      | епізодична роль                                                |
| Сергій Сафрончик       | епізодична роль                                                |